# Teresa Nzola Meso Ba
Teresa Nzola Meso Ba (Luanda, Angola, 30 de noviembre de 1983) es una atleta francesa de origen angoleño especializada en la prueba de triple salto, en la que consiguió ser medallista de bronce europea en pista cubierta en 2007.

## Carrera deportiva
En el Campeonato Europeo de Atletismo en Pista Cubierta de 2007 ganó la medalla de bronce en el triple salto, con un salto de 14.49 metros que fue récord nacional francés, tras la española Carlota Castrejana (oro con 14.64 metros que igualmente fue récord nacional español) y la rusa Olesia Bufalova.